# Stunde der Wahrheit (1988)
Stunde der Wahrheit ist ein vom Fernsehen der DDR produzierter Fernsehfilm des Regisseurs Jurij Kramer aus dem Jahr 1988 mit Hansjürgen Hürrig in der Rolle des Restaurators Dr. Dieter Weinberger, der nach dem tödlichen Unfall seiner geschiedenen Frau und deren Lebensgefährten vor eine schwierige Entscheidung gestellt wird, da drei Kinder zurückbleiben, von denen nur eines Weinbergers leibliches Kind ist. Tragende Rollen sind mit Simone von Zglinicki, Jaecki Schwarz und Ursula Werner besetzt.

## Handlung
Der Restaurator und Spezialist für die Restaurierung und Konservierung alter, wertvoller Denkmäler Dr. Dieter Weinberger erhält ein Telefonat, in dem ihn Kollwitz, ein Mitarbeiter des Referats „Jugendhilfe“ zu sich bittet. Auf dem Amt teilt dieser ihm mit, dass seine geschiedene Frau Brigitte Thiele und deren Mann tödlich verunglückt sind. Zurückgeblieben seien drei Kinder, einmal die zwölfjährige Carla, die Tochter seiner ehemaligen Frau aus einer anderen Verbindung, zum zweiten der gemeinsame siebenjährige Sohn Theo des ehemaligen Paares und zum dritten der 4-jährige Robert aus der neuen Verbindung seiner Ex-Frau. Sein Sohn Theo frage dauernd nach ihm, lässt ihn Kollwitz wissen und legt ihm nahe, alle drei Kinder zu sich zu nehmen, da man sie nach einem solch schweren Schicksalsschlag nicht auch noch trennen sollte. Er wisse, dass Weinberger beruflich stark eingebunden sei und Denkmäler in Afrika restauriere. Aber es gehe doch immerhin um das Schicksal von drei Kindern.
In der folgenden Zeit versucht der Restaurator sich darüber klar zu werden, was nun zu tun sei. Er spricht mit seiner Kollegin Dr. Sabine Schmidt, mit der er auch liiert ist, über das Problem. Sabine macht ihm klar, dass sie ihren Beruf auf keinen Fall aufgeben wolle und er doch wohl auch nicht daran denke, das halbfertige Projekt zur Rettung von Tempelbauten in Ostafrika nun aufzugeben.
Ein Wiedersehen mit seinem Sohn Theo stimmt Weinberger nachdenklich. Ein Gespräch mit Kollwitz tut ein Übriges, auch wenn Weinberger sich das noch nicht eingestehen will. Sabine Schmidt versucht Kollwitz inzwischen klarzumachen, dass ein Leben mit Weinberger und den drei Kindern nicht in ihren Lebensplan passe. Kurz darauf erzählt sie einer Freundin, dass sie schwanger sei. Weinbergers Vater hat seinem Sohn inzwischen angeboten, ihn zusammen mit dessen Mutter bei der Betreuung der Kinder zu unterstützen, damit er und Sabine weiter ihrem Beruf nachgehen könnten.
Im Institut geht man davon aus, dass Weinberger das Projekt weiter leiten wird und hat für die drei Kinder schon ein Heim ausgemacht, wo sie gut untergebracht seien. Weinberger lässt sich unterdessen in der Schule der Kinder von deren Lehrerin Frau Wiebke darüber unterrichten, wie sie dort zurechtkommen. Als er zusammen mit Sabine das Grab seiner verunglücken Frau aufsucht, trifft er dort auf die Mutter des zweiten Mannes seiner ehemaligen Frau, die resigniert feststellt, dass ihr Sohn in Brigitte nach zwei gescheiterten Ehen endlich die richtige Frau gefunden habe und das Schicksal grausam sei. Brigitte sei eine so gute Mutter gewesen. Als sie selbst sich angeboten habe, die Kinder zu sich zu nehmen, habe man ihr auf dem Amt jedoch gesagt, dass sie zu alt dafür sei. Die alte Dame lässt das Pärchen mit dem nachdenklich stimmenden Satz zurück: „Sie sehen ja, wie schnell das Leben vorbei sein kann.“
Nach einer weiteren Zeit des Nachdenkens entschließt sich Weinberger, die drei Kinder zu sich zu nehmen und vorerst einmal vor Ort zu arbeiten. Sabine erzählt ihm von ihrer Schwangerschaft und dass auch sie erst einmal nirgendwo hinreisen werde. Gemeinsam holen sie die Kinder vom Jugendamt ab.

## Produktion
Es handelt sich um einen Film des Fernsehens der DDR. Die Erstausstrahlung erfolgte am 9. September 1988 im I. Programm der DDR, eine Wiederholung erfolgte am 10. September 1988 und eine erneute Wiederholung am 17. Juli 1991 im Programm von DFF.
Tom Schilling spielte hier seine erste kleine Rolle als jüngstes der drei Halbgeschwister, deren Mutter tödlich verunglückt ist.